# Villers-aux-Érables

Villers-aux-Érables este o comună în departamentul Somme, Franța. În 1 ianuarie 2022 avea o populație de 145 de locuitori.